# 제1차 후크고지 전투
제1차 후크고지 전투는 한국 전쟁 기간 중인 1952년 10월 2일부터 28일 사이에 제1해병사단과 중공군이 판문점 북동쪽의 후크고지라고 이름 붙여진 지역에서 맞붙은 전투이다.

## 같이 보기
- 제2차 후크고지 전투
- 제3차 후크고지 전투